# En håndfuld rug
En håndfuld rug er en Agatha Christie-krimi fra 1953 med Miss Marple i opklarerens rolle. Rigmanden, Rex Fortesque, der har tjent sin formue ved tvivlsomme investeringer bl.a. i Sydafrika, bliver myrdet og senere følger flere drab. 

## Plot
Drabene følger handlingen i den engelske børneremse "Sing af song of sixpence." Christie må have været særlig glad for den, idet to noveller med Hercule Poirot har titel efter den remse. Spørgsmålet i romanen er, om der er tale om en sindssyg drabsmand, der er besat af remsen eller om anvendelsen er morderens spøg, som skal føre politiet på vildspor. Chefen for efterforskningen, kommissær Neele er mere kompetent og lydhør for Miss Marples teorier end sædvanligt; hun overbeviser ham om sagens rette sammenhæng , men der er ikke noget egentligt bevis før morderen med posten modtager et brev med et fotografi af morderen og et af ofrene. 

## Anmeldelser
Anmelderne betegnede bl.a. denne roman som et eksempel på "hvor godt hun næsten altid skriver, denne kære gamle dekadente dødsrejsende", mens en kendt biografi finder den under Christies normale standard i den klassiske periode, men dog en "god, underholdende læsning".

## Danske udgaver
- Carit Andersen (De trestjernede kriminalromaner, nr. 26); 1957.

Carit Andersen (De trestjernede kriminalromaner, nr. 43); 1969.
Forum Krimi; 1985.

## TV versioner
Romanen er indspillet i 1985 med Joan Hickson i hovedrollen og senere af ITV med premiere 6. september 2009 med Julia McKenzie som Miss Marple. Mens Hickson ofte nævnes som god i rollen som Miss Marple, er McKenzie mere omstridt, muligvis fordi plottene med hende i hovedrollen ofte er stærkt omskrevne.